# Mięsień zginacz długi kciuka

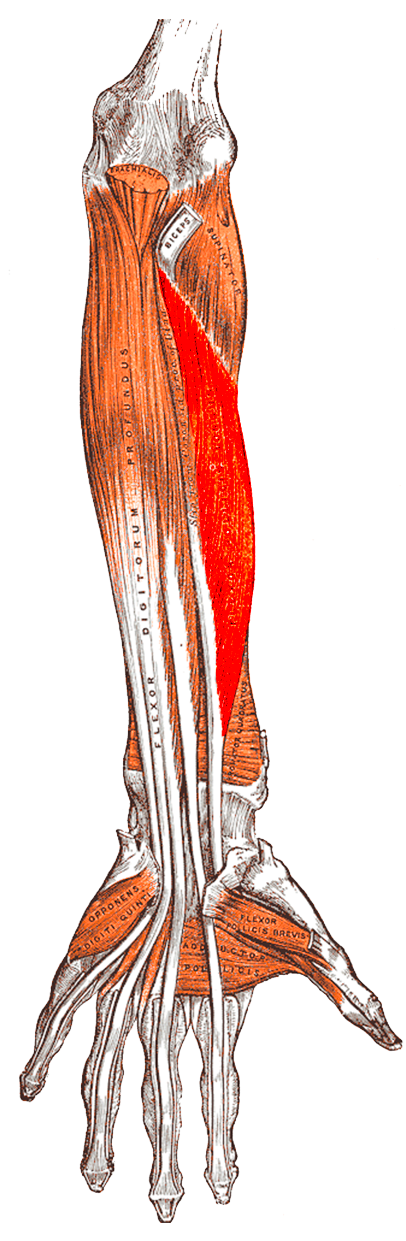
Mięsień zginacz długi kciuka oznaczony na czerwono.

Mięsień zginacz długi kciuka (łac. musculus flexor pollicis longus) – w anatomii człowieka silny, półpierzasty mięsień warstwy głębokiej grupy przedniej mięśni przedramienia. Położony jest bocznie od mięśnia zginacza głębokiego placów w trzeciej warstwie zginaczy przedramienia. Przyczep proksymalny znajduje się na powierzchni przedniej kości promieniowej oraz na przylegającym fragmencie błony międzykostnej, pomiędzy przyczepem mięśnia nawrotnego czworobocznego i mięśnia odwracacza. Długie ścięgno przechodzi przez boczną część kanału nadgarstka, we własnej pochewce maziowej, następnie w obrębie kłębu między dwiema głowami mięśnia zginacza krótkiego kciuka, łączy się z podstawą dystalnego paliczka kciuka. Przed wejściem ścięgna do kanału nadgarstka na powierzchni mięśnia przebiega tętnica promieniowa. W tym miejscu wyczuwa się jej tętno.
Mięsień ten jest unaczyniony przez gałęzie od tętnicy promieniowej i tętnicy międzykostnej przedniej, a unerwiony przez nerw międzykostny przedni (gałąź nerwu pośrodkowego).
Jego funkcją jest zginanie ręki i kciuka, a także niewielkie odwodzenie ręki.
Mięsień ten występuje jako samodzielny zginacz tylko u człowieka. U innych naczelnych połączony jest ze zginaczem głębokim palców.